# کونیهیکو تاکیزاوا
کونیهیکو تاکیزاوا (انگلیسی: Kunihiko Takizawa؛ زادهٔ ۲۰ آوریل ۱۹۷۸) بازیکن فوتبال اهل ژاپن است.
از باشگاه‌هایی که در آن بازی کرده‌است می‌توان به باشگاه فوتبال توکیو وردی، باشگاه فوتبال ویسل کوبه، باشگاه فوتبال ناگویا گرامپوس، و باشگاه فوتبال جف یونایتد ایچیهارا چیبا اشاره کرد.